# Ana Konjuh
Ana Konjuh (* 27. Dezember 1997 in Dubrovnik) ist eine kroatische Tennisspielerin.

## Karriere
Konjuh, die im Alter von fünf Jahren mit dem Tennissport begann, bevorzugt den Hartplatz. Bereits im Nachwuchsbereich hatte die ehemalige Nummer eins der Juniorinnen-Weltrangliste herausragende Erfolge vorzuweisen. So gewann sie 2012 insgesamt sieben Junioren-Einzeltitel, darunter namhafte Turniere wie das Torneo Internazionale Citta di Santa Croce ‚‚Mauro Sabatini‘‘, das ITF Junior Tournament Offenbach, das Eddie Herr International Junior Championship sowie zum Jahresabschluss die Orange Bowl. In der darauffolgenden Saison errang Konjuh den Einzeltitel bei den Juniorinnenkonkurrenzen beider Grand-Slam-Turniere auf Hartplatz. Bei den Australian Open setzte sie sich im Finale gegen Kateřina Siniaková durch, während sie im Endspiel der US Open Tornado Alicia Black schlug. Außerdem holte sie sich bei den Australian Open an der Seite von Carol Zhao nach einem Finalsieg gegen Oleksandra Koraschwili und Barbora Krejčíková auch den Titel im Doppel. Im Finale des Nachwuchsdoppelturniers von Wimbledon scheiterte sie gemeinsam mit Belinda Bencic noch an Eugenie Bouchard und Taylor Townsend.
2012 gab Konjuh bereits ihr Debüt auf dem ITF Women’s Circuit und gewann im Jahr darauf ihren ersten Titel bei einem Turnier der $25.000-Kategorie. Obwohl sie noch bei den Juniorinnen spielberechtigt war, wollte sie ab der Saison 2014 nur noch auf der Profitour spielen. Als amtierende Titelträgerin bei den Juniorinnen erhielt Konjuh eine Wildcard für die Qualifikation der Damenkonkurrenz bei den Australian Open 2014, wo sie nach drei Siegen in Folge auf Anhieb in die Hauptrunde vorrückte, dort jedoch ihre Auftaktpartie verlor. Auch in Wimbledon gelang ihr nach erfolgreicher Qualifikation der Sprung ins Hauptfeld sowie nach zwei Siegen dort der erstmalige Einzug in die dritte Runde eines Grand-Slam-Turniers, in der sie sich Caroline Wozniacki geschlagen geben musste. Danach erreichte Konjuh in Istanbul erneut aus der Qualifikation kommend ihr erstes Halbfinale auf der WTA Tour und wurde anschließend erstmals unter den besten 100 der Welt geführt. Im Jahr darauf errang Konjuh dann in Nottingham nach einem Sieg im Endspiel über Monica Niculescu ihren ersten und bis dahin einzigen WTA-Titel.
2016 spielte Konjuh zunächst eine wechselhafte erste Saisonhälfte. Bei ihrer ersten Teilnahme an Olympischen Sommerspielen in Rio de Janeiro besiegte sie zum Auftakt des Einzelwettkampfs Annika Beck, unterlag jedoch in der zweiten Runde Carla Suárez Navarro. Ihren endgültigen Durchbruch erlebte Konjuh im Anschluss bei den US Open, wo sie im Achtelfinale mit Agnieszka Radwańska erstmals eine Spielerin aus den Top 10 der Weltrangliste schlug und in die Runde der letzten Acht einzog, in der sie gegen Karolína Plíšková ausschied. Danach erreichte sie bei einem kleineren WTA-Turnier in Guangzhou noch einmal ein Halbfinale und beendete die Saison mit dem Erreichen des Viertelfinals beim Kremlin Cup in Moskau, nachdem sie zuvor als Lucky Loserin ins Hauptfeld nachgerückt war.
2017 kam Konjuh bei ihrem ersten Turnierauftritt der neuen Saison in Auckland in ihr zweites Tourfinale, war dort aber gegen Lauren Davis chancenlos. In einer wechselhaft verlaufenden Saison erzielte Konjuh beim Premier 5-Turnier in Dubai das Viertelfinale sowie nach einer schwächeren Sandplatzsaison das Halbfinale beim Rasenturnier in ’s-Hertogenbosch sowie erstmals das Achtelfinale von Wimbledon. Dort gelang ihr in der dritten Runde gegen Dominika Cibulková ihr dritter Sieg gegen eine Top-10-Spielerin, bevor sie im darauffolgenden Match der späteren Finalistin Venus Williams unterlag. Im Anschluss erreichte Konjuh mit Platz 20 ihre bislang beste Weltranglistenposition. Nachdem sie in Stanford noch einmal das Viertelfinale bei einem Premier-Turnier erreicht hatte, traten bei Konjuh erstmals Beschwerden am rechten Ellenbogen auf, die sie zwangen die Saison nach dem Erstrundenaus bei den US Open vorzeitig zu beenden.
Weil die körperlichen Probleme auch nach der Operation bestehen blieben, trat Konjuh in den folgenden Jahren nur sporadisch in Erscheinung. 2018 startete sie zwar mit einem Sieg in Brisbane in die neue Saison, ihren Start bei den Australian Open 2018 musste sie aber verletzungsbedingt absagen. Bis zum Saisonende spielte Konjuh nur noch drei weitere Turniere, darunter die French Open sowie Wimbledon, wobei ihr kein Hauptrundensieg gelang. Anfang 2019 scheiterte ein weiterer Comebackversuch, woraufhin Konjuh in Erwägung zog, ihre Karriere zu beenden. Nach der coronabedingten Saisonunterbrechung 2020 kämpfte sich Konjuh ohne Ranking über die ITF Tour zurück und gewann auf Anhieb einen Titel bei einem Turnier der $25.000-Kategorie.
2021 konnte sie beim Premier-Mandatory Turnier von Miami nach mehr als dreijähriger Unterbrechung wieder ein Match im Hauptfeld eines WTA-Turniers gewinnen und kam dort bis ins Achtelfinale. In Belgrad erreichte sie anschließend zum ersten Mal nach 2017 wieder ein Endspiel auf der WTA Tour, musste dort aber gegen Paula Badosa zu Beginn des zweiten Satzes aufgeben. Dennoch gelang Konjuh daraufhin der Sprung zurück in die Top 100 der Weltrangliste. Für die French Open, Wimbledon sowie die US Open konnte sie sich für das Hauptfeld qualifizieren, schied aber jeweils in der Auftaktrunde aus. Beim Premier-Turnier von San José erreichte sie ebenfalls aus der Qualifikation kommend das Halbfinale, wo sie gegen die spätere Siegerin Danielle Collins ausschied.
Anfang 2022 startete Konjuh mit zwei Viertelfinalteilnahmen in Melbourne und Adelaide in die neue Saison und kehrte zwischenzeitlich wieder in die Top 50 der Weltrangliste zurück.
Im November 2022 gewann Konjuh das ITF-Turnier in Bratislava. Sie schlug im Finale die Usbekin Nigina Abduraimova 2:6, 6:0, 7:6 ( 7:2 ).
2013 gab Konjuh mit nur 15 Jahren beim 2:1-Erfolg gegen Österreich ihren Einstand für die kroatische Billie-Jean-King-Cup-Mannschaft; ihre Billie-Jean-King-Cup-Bilanz weist bislang 22 Siege bei 11 Niederlagen aus.
Im November 2022 stieg Konjuh mit Kroatien nach einer 1:3-Niederlage gegen Deutschland aus der Weltgruppe des Billie Jean King Cups ab.

## Auszeichnungen
- 2013 – Piotr-Nurowski-Preis[4]

## Turniersiege

### Einzel
| Nr. | Datum              | Turnier     | Kategorie         | Belag             | Finalgegnerin       | Ergebnis       |
| --- | ------------------ | ----------- | ----------------- | ----------------- | ------------------- | -------------- |
| 1.  | 23. Juni 2013      | Montpellier | ITF $25.000       | Sand              | Irina Chromatschowa | 6:3, 6:1       |
| 2.  | 15. Juni 2015      | Nottingham  | WTA International | Rasen             | Monica Niculescu    | 1:6, 6:4, 6:2  |
| 3.  | 20. September 2020 | Zagreb      | ITF W25           | Sand              | Tereza Mrdeža       | 6:4, 6:2       |
| 4.  | 20. November 2022  | Bratislava  | ITF W60           | Hartplatz (Halle) | Nigina Abduraimova  | 2:6, 6:0, 7:62 |
| 5.  | 26. November 2022  | Ortisei     | ITF W25           | Hartplatz (Halle) | Viktória Hrunčáková | 3:6, 7:5, 7:62 |

## Abschneiden bei Grand-Slam-Turnieren

### Dameneinzel
| Turnier         | 2014 | 2015 | 2016 | 2017 | 2018 | 2019 | 2020 | 2021 | 2022 | 2023 | 2024 | 2025 | Karriere |
| --------------- | ---- | ---- | ---- | ---- | ---- | ---- | ---- | ---- | ---- | ---- | ---- | ---- | -------- |
| Australian Open | 1    | 1    | 2    | 2    | —    | —    | —    | Q3   | 2    | Q1   | —    | Q1   | 2        |
| French Open     | Q2   | 2    | 2    | 2    | 1    | —    | —    | 1    | —    | Q1   | —    |      | 2        |
| Wimbledon       | 3    | 1    | 2    | AF   | 1    | —    |      | 1    | —    | Q2   | —    |      | AF       |
| US Open         | Q1   | 2    | VF   | 1    | —    | —    | —    | 1    | 1    | —    | Q3   |      | VF       |

Zeichenerklärung: S = Turniersieg; F, HF, VF, AF = Einzug ins Finale / Halbfinale / Viertelfinale / Achtelfinale; 1, 2, 3 = Ausscheiden in der 1. / 2. / 3. Hauptrunde; Q1, Q2, Q3 = Ausscheiden in der 1. / 2. / 3. Qualifikationsrunde; nicht ausgetragen

### Damendoppel
| Turnier         | 2015 | 2016 | 2017 | Karriere |
| --------------- | ---- | ---- | ---- | -------- |
| Australian Open | —    | —    | 1    | 1        |
| French Open     | —    | 2    | 2    | 2        |
| Wimbledon       | 2    | —    | AF   | AF       |
| US Open         | 1    | —    | 1    | 1        |

### Mixed
| Turnier         | 2015 | 2016 | 2017 | Karriere |
| --------------- | ---- | ---- | ---- | -------- |
| Australian Open | —    | —    | —    | —        |
| French Open     | —    | —    | —    | —        |
| Wimbledon       | AF   | —    | AF   | AF       |
| US Open         | —    | —    | —    | —        |

### Juniorinneneinzel
| Turnier         | 2012 | 2013 | Karriere |
| --------------- | ---- | ---- | -------- |
| Australian Open | —    | S    | S        |
| French Open     | —    | HF   | HF       |
| Wimbledon       | VF   | HF   | HF       |
| US Open         | AF   | S    | S        |

### Juniorinnendoppel
| Turnier         | 2012 | 2013 | Karriere |
| --------------- | ---- | ---- | -------- |
| Australian Open | —    | S    | S        |
| French Open     | —    | HF   | HF       |
| Wimbledon       | F    | —    | F        |
| US Open         | AF   | HF   | HF       |